# Stefan Leder
Stefan Leder (ur. 12 listopada 1919 w Warszawie, zm. 31 października 2003) – polski psychiatra, profesor nauk medycznych. 

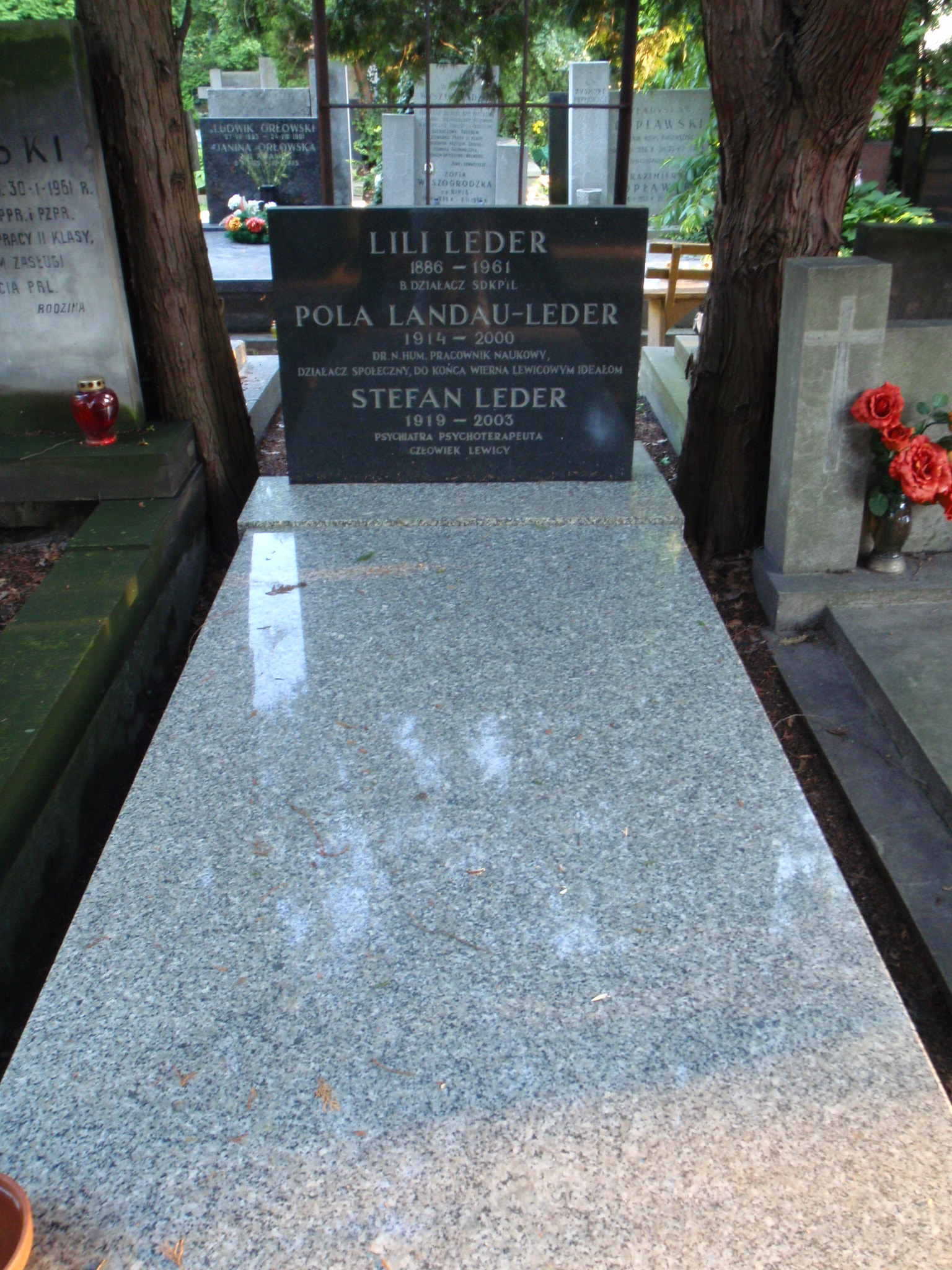
grób Stefana, Poli i Lili Leder

## Życiorys
Urodził się w Warszawie jako syn Władysława Ledera (1880–1938) i Lili Hiriszfeld (1885–1962). Rodzice byli działaczami SDKPiL. W latach 20. przebywał wraz z rodziną w Polsce, Niemczech oraz ZSRR. Studiował medycynę w Moskwie. W 1941 roku jako ochotnik brał udział w pracach fortyfikacyjnych w Moskwie. W październiku 1941 razem z innymi emigrantami politycznymi został ewakuowany do miasta Czkałow (Orenburg). Tam kontynuował studia medyczne w ewakuowanym z Charkowa Instytucie Medycznym. Po ukończeniu studiów lekarz w Armii Czerwonej. Od 1943 żołnierz i lekarz Polskich Sił Zbrojnych w ZSRR. Po zakończeniu wojny wraz swoim pułkiem w Gryficach. Następnie został przeniesiony do Warszawy, gdzie pracował w szpitalu Korpusu Bezpieczeństwa Wewnętrznego. W 1952 zmienił specjalizację na psychiatrię. Początkowo pracował w Tworkach, następnie w Instytucie Psychoneurologicznym w Warszawie. Stworzył tam Klinikę Nerwic i kierował nią 30 lat (profesor nauk medycznych od 1979 roku). Po przejściu na emeryturę był aktywny jako lekarz i psychoterapeuta. Przez wiele lat był zastępcą prezesa Polskiego Towarzystwa Psychiatrycznego i przewodniczącym Sekcji Psychoterapii. Systematycznie współpracował z Antonim Kępińskim. Jego starszym bratem był Witold Leder, bratankiem zaś Andrzej Leder. Pochowany na cmentarzu Powązki Wojskowe w Warszawie (kwatera BII28-11-18).

## Wybrane publikacje
- (współautorzy: Jan Jaroszyński, Zdzisław Jaroszewski), Choroby psychiczne i opieka psychiatryczna : podręcznik dla średnich szkół medycznych, Warszawa: Państwowe Zakład Wydawnictw Lekarskich 1976.
- (współautorzy: Jerzy Aleksandrowicz, Anna Pohorecka), O chorobie inaczej, Warszawa: Państwowy Zakład Wydawnictw Lekarskich 1977.
- (redakcja) Psychoterapia grupowa, pod red. Stefana Ledera i Borysa D. Karwasarskiego, Warszawa: Państwowy Zakład Wydawnictw Lekarskich 1983.
- (redakcja) Alcoholism and other dependencies: World Psychiatric Association Regional Symposium proceedings: Warsaw, Poland 22–25 November 1987, ed. Andrzej Piotrowski, Stefan Leder, Barbara Gawrońska, Warszawa: Polish Psychiatric Association 1989.
- (redakcja) Psychiatria i etyka, pod red. Małgorzaty Siwiak-Kobayashi i Stefana Ledera, Kraków: Komitet Redakcyjno-Wydawniczy Polskiego Towarzystwa Psychiatrycznego 1995.
- (redakcja) Psychiatria konsultacyjna – psychiatria „liaison”: wybrane zagadnienia, pod red. Stefana Ledera i Celiny Brykczyńskiej,  Kraków: Komitet Redakcyjno-Wydawniczy Polskiego Towarzystwa Psychiatrycznego 1996.
- (redakcja) Psychiatryczne i psychologiczne aspekty praktyki medycznej: wybrane zagadnienia psychiatrii konsultacyjnej / liaison /,  pod red. Stefana Ledera i Celiny Brykczyńskiej, Kraków: Komitet Redakcyjno-Wydawniczy Polskiego Towarzystwa Psychiatrycznego 1999.
- (współautor: Witold Leder), Unbeirrbar Rot: Zeugen und Zeugnisse einer Familie, erzählt und ausgew. von Stefan und Witold Leder, hrsg. von Gerd Kaiser, Berlin: Edition Bodoni 2002.
- (współautor: Witold Leder), Czerwona nić: ze wspomnień i prac rodziny Lederów, Warszawa: Wydawnictwo Iskry 2005.